# Ізя Іжлен
Ізя Іжле́н (фр. Izïa Higelin, нар. 24 вересня 1990, Париж, Франція) — акторка та співачка і автор пісень французького року. Її кар'єра починається з виходом першого альбому «Ізя» у 2009 році.

## Біографія
Ізя, дочка музиканта і співака Жака Іжлена і танцюристки Азізи Закін. Вона є зведеною сестрою музиканта і співака Артура Аш (Arthur H) та театрального режисера і актора Кена Іжлена (Kên Higelin). У віці семи років вона підспівувала батькові, коли він грав на фортепіано. У тринадцятирічному віці зацікавилася рок-групами «Nirvana» та «Led Zeppelin» і написала свою першу пісню "Гей, суко" (Hey Bitch).
Наступного року в залі Cabaret Sauvage вона почала імпровізувати з другом її батьків бас-гітараистом Антуаном Тусту з французької музичної групи «Caravan Palace», яка грала в жанрі електросвінгу. 2004 року разом з Антуаном вона виступила на своєму першому концерті. Через шість місяців взяла участь у "Фестивалі вітру" (Festival du Vent) на Корсиці з гітаристами Антуаном і Себастьєном. Пізніше був концерт на фестивалі "Весна в Буржі" (Printemps de Bourges).
Навесні 2009 року на студії ICP Studios у Брюсселі Ізя записала свій перший однойменний альбом англійською мовою. Альбом складається з 12 композицій: "Гей, суко" (Hey Bitch), "Життя погіршується" (Life in going down) та інших. Її другий альбом «Так багато неприємностей» вийшов у листопаді 2011 року.
Дебют Ізі Іжлен у кіно відбувся на початку 2011 року у фільмі «Погана дівчина» (Mauvaise fille) режисера 
Патрика Міля. Це екранізація роману її товаришки Жюстін Леві. Фільм вийшов на екрани 28 листопада 2012. За роль у цьому фільмі 22 лютого 2013 вона виграла премію «Сезар» найперспективнішій акторці. 
У 2014 році вона зіграла роль другого плану Маню у фільмі «Самба» поруч Омаром Сі, а у 2015 році вона зіграла головну роль Дельфіни у фільмі «Тепла пора року» Катерини Корсіні, поруч з Сесіль де Франс.

## Дискографія

### Студійні альбоми
- 2009 «Ізя» (Izia)
- 2011 «Так багато неприємностей» (So Much Trouble)
- 2015 «Хвиля» (La Vague)
- 2019 «Цитадель» (Citadelle)

### Сингли
- 2009 «So Much Trouble»
- 2009 «La Vague»

## Фільмографія
| Рік  |    | Українська назва           | Оригінальна назва           | Роль           |
| ---- | -- | -------------------------- | --------------------------- | -------------- |
| 2012 | ф  | Погана дівчина             | Mauvaise fille              | Луїза          |
| 2014 | ф  | Самба                      | Samba                       | Маню           |
| 2014 | мф | Вартовий Місяця            | Mune, le gardien de la lune | Ґлім           |
| 2015 | ф  | Тепла пора року            | La Belle Saison             | Дельфіна       |
| 2016 | ф  | Сент-Амур                  | Saint-Amour                 | колишня Майка  |
| 2017 | ф  | Роден                      | Rodin                       | Каміла Клодель |
| 2018 | ф  | Один король — одна Франція | Un peuple et son roi        | Марго          |
| 2019 | ф  | Стоячи на горі             | Debout sur la montagne      | Береніс        |
| 2022 | ф  | Жарти в сторону 2          | Loin du périph              | Аліса          |
| 2023 | ф  | На темних стежках          | Sur les chemins noirs       | Селіна         |

## Визнання
| Рік                | Категорія                      | Номінант        | Результат |
| ------------------ | ------------------------------ | --------------- | --------- |
| Премія «Люм'єр»    |                                |                 |           |
| 2013               | Найкраща молода акторка        | Погана дівчина  | Номінація |
| 2016               | Найкраща акторка               | Тепла пора року | Номінація |
| Премія «Сезар»     |                                |                 |           |
| 2013               | Найперспективніша акторка      | Погана дівчина  | Перемога  |
| 2015               | Найкраща акторка другого плану | Самба           | Номінація |
| Кришталевий глобус |                                |                 |           |
| 2013               | Найкраща акторка               | Погана дівчина  | Номінація |
| Золота зірка кіно  |                                |                 |           |
| 2013               | Найкраща акторка-новачок       | Погана дівчина  | Перемога  |